# Chant VIII de l'Énéide
Le Chant VIII de l’Énéide de Virgile relate les préparatifs de la guerre contre Turnus.

## Résumé
Turnus appelle ses alliés des cités environnantes en renfort, bien décidé à en découdre avec les Troyens. Énée, quant à lui, se trouve désemparé devant ces événements, et s’endort près du Tibre. Il reçoit alors un songe de Tibérinus, le dieu du fleuve. Celui-ci lui prédit qu'à l'endroit où Énée dort, son fils Ascagne construira Albe, une nouvelle ville puissante. Le dieu lui conseille par ailleurs de faire alliance avec le roi Évandre, qui règne sur une petite cité située sur la colline du Palatin (sur le site de la future Rome), et il ajoute aussi qu’Énée ne doit pas oublier d’honorer Junon, instigatrice de cette montée de violence. Pour preuve que ce songe n'est pas qu'un rêve ordinaire, le dieu annonce à Énée qu'à son réveil, il verra une laie blanche et ses trente marcassins, tous de même couleur. De fait, à son réveil, le héros aperçoit les animaux en question et les offre en sacrifice à Junon. Il part ensuite à la rencontre d'Évandre, en train de rendre hommage à Hercule. Énée est chaleureusement accueilli par Évandre et son fils Pallas, et les deux chefs concluent une alliance au nom de leurs ancêtres communs.
Vénus, voyant la guerre devenue inévitable, demande à son mari Vulcain de forger des armes pour Énée et ses compagnons. Par la suite, Énée et Évandre cherchent des alliés. Ils ont alors l’idée de débarrasser les Étrusques de leur chef, un tyran nommé Mézence, allié de Turnus. Ces derniers remercient Énée, et décident d’en faire leur chef, sur le conseil d'Évandre, vers qui ils s'étaient tournés d'abord.
Par la suite, les alliés se rendent auprès du chef étrusque Tarchon, au fils duquel Vénus apporte une armure. 
Le chant se termine sur la description par Virgile du bouclier forgé par Vulcain pour les combats d'Énée contre Turnus, bouclier qui illustre de nombreuses scènes de l’histoire de Rome, de Romulus à la bataille d’Actium.